# Johann Heinrich Wilhelm Ernst von Beneckendorff und Hindenburg
Johann Heinrich Wilhelm Ernst von Beneckendorff und Hindenburg (* 25. November 1774 auf Sonnenstrahl in Preußen; † 23. April 1847 in Dresden) war ein preußischer Generalleutnant, Kommandant von Thorn und seit 1837 Ehrenbürger der Stadt.

## Leben

### Herkunft
Seine Eltern waren Johann Otto von Beneckendorff (1747–1827) und dessen Ehefrau Luise Helene, geborene Gräfin zu Eulenburg-Prassen (1745–1779). Sein Vater war Herr auf Keimfallen (Kreis Heiligenbeil) und Neudeck, zudem kaufte er das hindenburgische Stammgut Limbsee.

### Militärkarriere
Beneckendorff kam am 6. Februar 1788 als Junker in das Dragonerregiment „von Borstell“ der Preußischen Armee. Dort wurde er am 18. März 1789 Fähnrich und am 8. Mai 1791 Sekondeleutnant. Während des Feldzuges in Polen kämpft er 1794 bei der Belagerung von Warschau und dem Gefecht bei Kapinocz. Am 14. Juli 1801 wurde er zum Premierleutnant befördert, am 4. September 1802 wurde zur Militärparade der Sachsen nach Dresden geschickt. Am 30. Oktober 1804 wurde er dann zum Stabskapitän befördert. Während des Vierten Koalitionskrieges kämpfte er nach den Gefechten bei Halle, Waren und Lychen. Nach der Kapitulation bei Lübeck wurde er inaktiv gestellt. Am 8. Februar 1808 wurde er auf Halbsold gesetzt und eine Wiederanstellung in Aussicht gestellt. Am 29. Juni 1808 wurde er noch zum Major befördert, verzichtete aber auf seinen Sold. Am 22. März 1810 erhielt er seine Demission à la suite – mit der Erlaubnis, seine alte Uniform tragen zu dürfen. Er lebte daraufhin auf dem Gut Limbsee.
Im Vorfeld der Befreiungskriege wurde Beneckendorff am 1. Juni 1813 zum Kommandeur des 5. Ostpreußischen Landwehr-Infanterie-Regiments ernannt und am 8. Dezember 1813 zum Oberstleutnant befördert. Am 10. Februar 1814 wurde er Brigadekommandeur der Kavallerie des IV. Armeekorps. Im Krieg kämpfte er bei der Belagerung von Danzig, wofür Beneckendorff das Eiserne Kreuz II. Klasse erhielt, sowie bei der Blockade von Magdeburg. Am 22. Mai 1815 wurde er dann zum Kommandeur von Thorn ernannt. In dieser Eigenschaft avancierte er am 31. Mai 1815 zum Oberst sowie am 30. März 1820 mit Patent vom 10. April 1820 zum Generalmajor. Am 23. August 1821 erhielt Beneckendorff den Orden des Heiligen Wladimir IV. Klasse, am 26. August 1825 das Dienstkreuz und am 27. September 1834 den Russischen Sankt-Stanislaus-Orden. Am 30. März 1835 wurde ihm der Charakter als Generalleutnant verliehen. Mit einer jährlichen Pension von 2250 Talern wurde Beneckendorff am 12. August 1837 verabschiedet. Etwas später bekam er am 4. November 1837 noch den Roten Adlerorden II. Klasse mit Eichenlaub. Er starb am 23. April 1847 in Dresden und wurde in der Kreuzkirche beigesetzt.
In seiner Beurteilung aus dem Jahr 1804 heißt es: „Ein Offizier von untadelhafter Konduite, der auch den militärischen Vorlesungen in Berlin beigewohnt hat und unablässig bemüht ist, sich mehr Dienstkenntnisse zu erwerben“.

### Familie
Beneckendorff heiratete am 14. Juli 1808 in Langenau Antonie von Polenz (1791–1872) aus dem Hause Langenau. Das Paar hatte mehrere Kinder:
- Moritz (1810–1842)[1]
- Ernestine (1815–1820)
- Anton Lebrecht (1820–1825)
- Heinrich Otto (1823–1836), Kadett in Kulm
- Luise Henriette (* 1826)
- Josepha (*/† 1830)